# Musique Vol. 1 1993-2005
Musique Vol. 1 1993-2005 è una raccolta del gruppo musicale francese Daft Punk, pubblicata il 4 aprile 2006 dalla Virgin Records.

## Descrizione
Un'edizione speciale include un DVD extra con dodici video musicali due dei quali nuovi: The Prime Time of Your Life e Robot Rock (Maximum Overdrive), estratti dall'album Human After All. Per guadagnare spazio sul CD audio, alcune tracce sono in versione ridotta. La canzone Digital Love compare solo nell'edizione digitale e in quella per il mercato giapponese.
L'edizione con DVD è stata classificata 15ª dal British Board of Film Classification, ente preposto per il Regno Unito.

## Tracce
Testi e musiche di Thomas Bangalter e Guy-Manuel de Homem-Christo, eccetto dove indicato.
1. Musique – 6:51
2. Da Funk – 5:28
3. Around the World (Radio Edit) – 3:59
4. Revolution 909 – 5:26
5. Alive – 5:15
6. Rollin' & Scratchin' – 7:26
7. One More Time (Short Radio Edit) – 3:54 (Thomas Bangalter, Guy-Manuel de Homem-Christo, Anthony Moore)
8. Harder, Better, Faster, Stronger – 3:43 (Thomas Bangalter, Guy-Manuel de Homem-Christo, Edwin Birdsong)
9. Something About Us – 3:50
10. Robot Rock – 4:26 (Thomas Bangalter, Guy-Manuel de Homem-Christo, Kae Williams)
11. Technologic (Radio Edit) – 2:46
12. Human After All – 5:20
13. Scott Grooves – Mothership Reconnection (Daft Punk Remix) (Edit) – 4:14 (George Clinton Jr, Bootsy Collins, George Bernie Worrell)
14. Ian Pooley – Chord Memory (Daft Punk Remix) – 6:54 (Ian Pooley)
15. Gabrielle – Forget About the World (Daft Punk Remix) – 5:44 (Ben Barson, Andy Dean, Gabrielle, Ben Wolff)

DVD bonus nell'edizione speciale
1. Da Funk
2. Around the World
3. Burnin'
4. Revolution 909
5. One More Time (Thomas Bangalter, Guy-Manuel de Homem-Christo, Anthony Moore)
6. Harder, Better, Faster, Stronger (Thomas Bangalter, Guy-Manuel de Homem-Christo, Edwin Birdsong)
7. Something About Us
8. Robot Rock (Thomas Bangalter, Guy-Manuel de Homem-Christo, Kae Williams)
9. Technologic
10. Rollin' & Scratchin' (Live in L.A.)
11. The Prime Time of Your Life
12. Robot Rock (Maximum Overdrive) (Thomas Bangalter, Guy-Manuel de Homem-Christo, Kae Williams)